# راحله طهماسبی
راحله طهماسبی اولین ناخدای زن ایران و غرب آسیا است. او همچنین اولین زن دریانورد ایران است که فعالیت خود را به عنوان دریانورد در سال ۲۰۱۰ در بندر لنگه آغاز کرد. در سال ۲۰۱۸، طهماسبی به عنوان یک زن تأثیرگذار در ایران انتخاب شد.

## زندگی و حرفه
طهماسبی دارای مدرک کارشناسی ارشد کامپیوتر است. پس از اخذ گواهینامه TFT، او تدریس دوره‌های دریایی را آغاز کرد و بعداً مربی مهارت‌های پیشرفته بقا در دریا شد. طهماسبی فعالیت خود را در دریا در سال ۲۰۱۰ با گواهینامه ملوانی در شهر بندری بندر لنگه در جنوب ایران آغاز کرد. او پس از هفت سال به درجه ستوانی ارتقا یافت. طهماسبی در همان سال به عنوان دریانورد نمونه ایران نیز انتخاب شد. او اولین زنی بود که به این سمت رسید. در سال ۲۰۱۸، او به عنوان یک زن تأثیرگذار در ایران انتخاب شد. در آوریل ۲۰۲۳، طهماسبی پس از گذراندن یک دوره سه ماهه فرماندهی، اولین زن ناخدا در ایران و در غرب آسیا شد.